# Vlag van Tzum

Vlag van Tzum

De vlag van Tzum is de dorpsvlag van het Nederlandse dorp Tzum, in de Friese gemeente Waadhoeke. De vlag werd in 2005 aangenomen en in 2006 geregistreerd.

## Beschrijving
De beschrijving van de vlag is als volgt:
In vieren van geel en groen op 1/3 vlaglengte van de broekzijde; over alles heen een klaver met een rechte steel, met een hoogte gelijk aan 2/3 vlaghoogte, van rood in het geel en van wit in het groen.
De kleuren zijn afkomstig van het dorpswapen.

## Symboliek

Vierdeling van het wapen: verwijst naar de opdeling van het grote dorpsgebied van Tzum in vieren.
- Groene velden: duiden op de graslanden rond het dorp.[3]
- Klaverblad: symbool voor de landbouw.[3]